# Vladimír Kavčiak
Vladimír Kavčiak (* 13. května 1948 Žilina) je československý režisér, scenárista a český spisovatel.

## Život
V roce 1972 absolvoval na FAMU obor filmové a televizní režie. Ve stejném roce se stal zaměstnancem České televize jako režisér dramatických pořadů, a to až do roku 1977. Po neshodách s vedením redakce (měl jít na stáž do továrny) odešel na Slovensko do Slovenské filmové tvorby, kde kromě krátkých a kreslených filmů režíroval čtyři celovečerní filmy. V roce 1983 se vrátil do České televize na původní místo v dramatické tvorbě na pozici režiséra, kde působil až do roku 1990.
Během těchto let režíroval i na několika divadelních scénách (např. v Činoherním klubu, v divadle Semafor, v Hudebním divadle Karlín, v divadle v Hradci Králové). Od roku 1991 až do roku 2007 vedl producentskou společnost, kde společně se svým týmem vytvořil na 2500 publicistických, dokumentárních, reklamních a zábavních pořadů, mimo jiné pro TV Prima a Českou televizi.
V roce 2012 působil jako externí dramaturg TV Nova. Od roku 2013 pracuje jako externí dramaturg pro Českou televizi. Kromě filmových a televizních scénářů napsal i devět románů, jednu vzpomínkovou monografii a tři divadelní hry. Je držitelem řady domácích i zahraničních ocenění. V letech 2019–2021 spolupracoval na audiovizuálních a divadelních projektech v Brazílii a v Srbsku.
Osmnáct let byl manželem herečky Národního divadla Blanky Bohdanové. Syn Vlado se jim narodil v roce 1972. Je fotografem.

## Dílo

### Dokumentární filmy
- 1971 – Na dně vzdušného moře
- 1971 – J. Moreau v Praze
- 1975 – Kdo vymyslel konec světa
- 1977 – Děvčata
- 1978 – Kremničtí pávi (animovaný)
- 1978 – Antiturista (animovaný)
- 1991 – Plácido Domingo

### Hraný film
- 1977 – Bílá stužka ve tvých vlasech
- 1980 – Karlina manželství
- 1981 – Soudím tě láskou
- 1983 – Sbohem, sladké dřímoty

### Televizní film
- 1972 – Portrét
- 1974 – Lekce z přítomnosti
- 1977 – Americké humoresky I–IV
- 1977 – Tři sladké třešně
- 1979 – Jako listy jednoho stromu
- 1985 – Angolský deník lékařky
- 1989 – Letící delfín I–VII (seriál)

### Televizní inscenace
- 1971 – Zloději
- 1972 – Porážka
- 1973 – Cesta do Pristolu
- 1973 – Záhady v Alleghe
- 1974 – Kurs manželského dialogu
- 1974 – Mat třetím tahem
- 1974 – Docela malý zlepšovák
- 1975 – Únos
- 1978 – Chobotnice
- 1980 – Poslední vlak
- 1983 – Chlapec s houslemi
- 1983 – K. H. Mácha
- 1983 – Salvador, 17. března krátce po páté
- 1983 – Hodina před ránem
- 1984 – Čas zrání
- 1985 – Pátá stanice (minisérie)
- 1985 – Čarodějky z Greenham Common
- 1986 – Bar Nevada
- 1986 – Někdo musí z kola ven
- 1986 – Robotóza
- 1986 – Případ z kavárny Sport
- 1986 – Flotila
- 1986 – Přezůvky Štěstěny
- 1987 – Exkluzivní modifikace
- 1987 – Duše a dušičky
- 1987 – Vyjdi ze stínu
- 1987 – Poslední kapitulace
- 1987 – Karanténa
- 1988 – Dva na houpačce
- 1988 – Temná aréna
- 1989 – Popel a hvězdy

### Scénáře
- 1971 – Zloději
- 1972 – Porážka
- 1978 – Chobotnice
- 1980 – Poslední vlak
- 1983 – Chlapec s houslemi
- 1983 – Salvador, 17. března krátce po páté
- 1985 – Pátá stanice
- 1985 – Angolský deník lékařky
- 1986 – Bar Nevada
- 1986 – Přezůvky Štěstěny
- 1987 – Poslední kapitulace
- 1987 – Karanténa
- 1988 – Temná aréna

### Beletrie
- 1996 – Quarterback, 1. vyd. (Praha, Rosalie); pod pseudonymem William Longway, spolu s Jaromírem Jágrem
- 2000, 2010 – Jiří z Poděbrad – tlustý král (Praha, Box TV; Praha, XYZ); 2023 jako Tlustý král: Jiří z Poděbrad (Třebíč, Akcent)
- 2001 – Nejbohatší žena světa (Praha, Box TV); 2014 (Třebíč, Akcent)
- 2002 – Životopis letícího ptáka: (Quarterback), 2. přeprac vyd. (Praha, Box TV); 2010 (Třebíč, Akcent)
- 2003 – Tělo nad její duší: román (Praha, Formát)
- 2008 – Tu rybu jsem nechytil: Ota Pavel ve vzpomínkách syna Jana a bratra Huga (Mnichovice, BVD)
- 2009 – Angolský pochod smrti (Praha, XYZ)
- 2009 – Golem a Sára: záhadné vraždy v pražském ghettu (Praha, Petrklíč)
- 2009 – Nevěrná (Česká Kamenice, PolArt)
- 2011 – Podvod Karla IV: cesta k trůnu: tajemství Svatého rodokmenu na pozadí templářsko-zednářského společenství (Praha, Blok)
- 2020 – Tajemství duší (Praha, BVD)